# オゼッラ・FA1C
オゼッラ・FA1C (Osella FA1C) はオゼッラ・スクアドラ・コルセが1981年のF1世界選手権に投入したフォーミュラ1カー。デザイナーはジョルジオ・ヴァレンティーニ。FA1Cは1981年から1982年にかけて15戦に出走、1982年に3ポイントを獲得した。これはオゼッラにとって初のポイント獲得となった。FA1Cはまた、リカルド・パレッティが死亡事故を起こした車両でもある。

## 開発
FA1Cはジョルジオ・ヴァレンティーニが設計した。前作までのアルミ製セミモノコック構造に変えて、完全なアルミニウム製モノコックを採用している。車体は空気の吸引効果を高めるために大型化された。シャシーとエンジンに関しては前作と変わらず、コスワースDFVを搭載した。

## レース戦績

### 1981年
FA1Cは9月にイタリアグランプリでデビューした。ジャン＝ピエール・ジャリエがドライブしたが、セカンドドライバーのベッペ・ガビアーニはFA1Bをそのままドライブした。ジャリエはFA1Cのデビュー戦を9位で完走した。しかしながら残る2戦はいずれもリタイアとなった。

### 1982年
1982年、FA1Cは7月下旬のフランスグランプリまで使用された。ドライバーはジャリエ（31番車）と、イタリア人ルーキーのリカルド・パレッティ（32番車）であった。ジャリエは3度完走し、最高位はサンマリノでの4位であった。このサンマリノグランプリはFOCA系チームの大半がボイコットしたため、出走したのは14台であった。パレッティは予選落ちが8回、通過したのは3回のみであった。最後のカナダグランプリで彼はディディエ・ピローニのフェラーリに追突、事故死した。
第9戦のオランダからチームは1台体制に縮小された。第12戦ドイツからは新型のFA1Dが投入された。

## F1における全成績
(key) （太字はポールポジション）
| 年     | チーム                       | エンジン                   | タイヤ | ドライバー                 | 1   | 2    | 3   | 4   | 5    | 6    | 7   | 8   | 9   | 10  | 11  | 12  | 13  | 14  | 15  | 16  | ポイント | 順位 |
| ------ | ---------------------------- | -------------------------- | ------ | -------------------------- | --- | ---- | --- | --- | ---- | ---- | --- | --- | --- | --- | --- | --- | --- | --- | --- | --- | -------- | ---- |
| 1981年 | オゼッラ・スクアドラ・コルセ | フォード-コスワース DFV V8 | M      |                            | USW | BRA  | ARG | SMR | BEL  | MON  | ESP | FRA | GBR | GER | AUT | NED | ITA | CAN | CPL |     | 0        | NC   |
| 1981年 | オゼッラ・スクアドラ・コルセ | フォード-コスワース DFV V8 | M      | ジャン＝ピエール・ジャリエ |     |      |     |     |      |      |     |     |     |     |     |     | 9   | Ret | Ret |     | 0        | NC   |
| 1982年 | オゼッラ・スクアドラ・コルセ | フォード-コスワース DFV V8 | P      |                            | RSA | BRA  | USW | SMR | BEL  | MON  | USE | CAN | NED | GBR | FRA | GER | AUT | SUI | ITA | CPL | 3        | 12位 |
| 1982年 | オゼッラ・スクアドラ・コルセ | フォード-コスワース DFV V8 | P      | ジャン＝ピエール・ジャリエ | Ret | 9    | Ret | 4   | Ret  | DNQ  | Ret | Ret | 14  | Ret | Ret |     |     |     |     |     | 3        | 12位 |
| 1982年 | オゼッラ・スクアドラ・コルセ | フォード-コスワース DFV V8 | P      | リカルド・パレッティ       | DNQ | DNPQ | DNQ | Ret | DNPQ | DNPQ | DNS | Ret |     |     |     |     |     |     |     |     | 3        | 12位 |

## 参照
1. ↑  Hodges: Rennwagen von A–Z nach 1945. 1994, S. 205.
2. ↑  Hodges: A–Z of Grand Prix Cars. 2001, S. 206.
3. ↑  Dazu Cimarosti: Das Jahrhundert des Rennsports. 1997, S. 323 f.